# Mercer County (New Jersey)
Mercer County je okres (county) amerického státu New Jersey založený v roce 1838. Správním střediskem je město Trenton. Jméno získal okres podle generála kontinentální armády Hugha Mercera, který zemřel na následky zranění z bitvy o Princeton. Nachází se zde Princetonská univerzita

## Vznik
Okres vznikl na základě rozhodnutí z 22. února 1838 z částí Burlington County, Hunterdon County a Middlesex County.

## Sousední okresy
| Růžice kompasu | Hunterdon County | Somerset County            |                  | Růžice kompasu |
| Růžice kompasu | Bucks County     | Sever                      | Middlesex County | Růžice kompasu |
| Růžice kompasu | Bucks County     | Mercer County (New Jersey) | Middlesex County | Růžice kompasu |
| Růžice kompasu | Bucks County     | Jih                        | Middlesex County | Růžice kompasu |
| Růžice kompasu |                  | Burlington County          | Monmouth County  | Růžice kompasu |